# Garos (Pirenéus Atlânticos)
Garos é uma comuna francesa na região administrativa da Nova Aquitânia, no departamento dos Pirenéus Atlânticos. Estende-se por uma área de 12,4 km². Em 2010 a comuna tinha 269 habitantes (densidade: 21,7 hab./km²).